# 11月21日 (旧暦)
旧暦11月21日は旧暦11月の21日目である。六曜は先勝である。

## できごと
- 仁和3年（ユリウス暦887年12月9日） - 太政大臣・藤原基経が関白に就任。初の人臣関白
- 天慶2年（ユリウス暦940年1月3日） - 平将門が常陸国府を襲撃。国衙の印などを奪い常陸介・藤原維幾を捕える
- 承徳元年（ユリウス暦1097年12月27日） - 天変などのため永長より承徳に改元
- 乾元元年（ユリウス暦1302年12月10日） - 後二条天皇の即位のため正安より乾元に改元
- 安永8年（グレゴリオ暦1779年12月28日） - 平賀源内が門弟2人の誤殺容疑で投獄
- 元治元年（グレゴリオ暦1864年12月19日） - 江戸幕府が英米仏蘭4か国と「横浜居留地覚書」に調印

## 誕生日
- 延応元年（ユリウス暦1239年12月17日） - 藤原頼嗣、鎌倉幕府5代将軍（+ 1256年）
- 享保18年（グレゴリオ暦1733年12月26日） - 牧野貞長、政治家（+ 1796年）
- 延享4年（グレゴリオ暦1747年12月17日） - 荒木田久老、国学者（+ 1804年）
- 文久3年（グレゴリオ暦1863年12月31日） - 長瀬富郎、花王創業者（+ 1911年）
- 明治3年（グレゴリオ暦1871年1月11日） - 田岡嶺雲、著作家、評論家（+ 1912年）

## 忌日
- 文明13年（グレゴリオ暦1481年12月12日） - 一休宗純、禅僧（* 1394年）
- 万延元年（グレゴリオ暦1861年1月1日） - 安積艮斎、儒学者（* 1791年）